# Dani Massunguna
Massunguna Alex Afonso est un footballeur angolais né le 1er mai 1986 à Benguela. Il évolue au poste de défenseur avec le Primeiro de Agosto.